# Adonias saga
Adonias saga es una de las sagas caballerescas, escrita en Islandia hacia finales del siglo XIV y que han sobrevivido 45 copias. Es de autoría anónima, pero el autor desconocido se recrea en el prólogo sobre la arrogancia, la avaricia y la acumulación de riqueza, para seguir con la herencia de Noé y su prole repartida por el mundo. A partir del tercer capítulo se inicia la propia saga.  La trama se centra entre un rey usurpador y el legítimo heredero al trono, que se extiende en los siguientes 71 capítulos con un aparentemente innecesario y larguísimo detalle sobre preparativos militares, batallas, escenas de caza y una descripción incesante de violencia gratuita y horror.